# Göran Malkar
Lars Arvid Göran Malkar (Skellefteå, 7 aprile 1954) è un ex schermidore svedese, vincitore di una medaglia di bronzo ai campionati mondiali di scherma.